# Paracupes
Paracupes es un género de escarabajos de la familia  Cupedidae.

## Especies
- Paracupes ascius
- Paracupes brasiliensis
- †Paracupes svitkoi